# Cairo (grafika wektorowa)
Cairo – biblioteka do obsługi grafiki wektorowej, zaprojektowana do udostępnienia wysokiej jakości obrazów i wydruków, stworzona przez Keitha Packarda.
Początkowa praca polegała na wspomaganiu tworzenia plików PDF. Aktualnie jako wyjścia obsługiwane są X Window System, OpenGL (za pośrednictwem glitz), GDI, bufory obrazu w pamięci oraz formaty PNG i PostScript.
Cairo została zaprojektowana do tworzenia identycznych obrazów na wszystkich rodzajach mediów wykorzystując możliwości sprzętowej akceleracji, gdy jest ona dostępna np. poprzez X Render Extension lub OpenGL.